# Partidos políticos de México
Los partidos políticos de México son los institutos de participación política que sirven como medio para que los ciudadanos formen parte de las estructuras de poder público en los cargos de elección popular. Este derecho se fundamenta en la libertad de asociación y permite a los individuos unirse en torno a un proyecto político común o una ideología específica, con el objetivo de participar activamente en la vida democrática del país.
En México, los partidos políticos se clasifican en tres categorías principales según su posicionamiento ideológico tradicional: derecha, centro e izquierda. Cada una de estas categorías alberga a los partidos más influyentes del país, aunque algunos han oscilado entre la derecha y el centro dependiendo del contexto histórico. Además, los partidos políticos mexicanos pueden ser agrupados en tres sectores distintos en función de su trayectoria y relevancia en el escenario político nacional. En primer lugar, se encuentran los grandes partidos históricos, con mayor trayectoria y arraigo en el país, que compiten por la mayoría de las preferencias electorales y ocupan gubernaturas estatales. En segundo lugar, están los partidos medianos, de formación más reciente, con representación en el Congreso de la Unión y en gobiernos municipales. Por último, se hallan los partidos pequeños, también de creación reciente y menor presencia en el ámbito político. Para mantener su registro oficial, los partidos deben obtener al menos el 3 % de los votos en las elecciones federales más recientes, y contar con un mínimo del 0.26 % del padrón electoral afiliado como militante. En 2025, esto equivalía a alrededor de 260 000 afiliados.

## Antecedentes históricos
Resulta inexacto históricamente y ambiguo plantear un listado sobre la pertenencia a partidos políticos de México en los primeros treinta años de vida independiente. Primero porque la estructura, funciones y composición de dichos institutos políticos como los conocemos hoy en día, no existieron sino hasta el siglo XX; y segundo, las características de los primeros grupos denominados "partidos" en el siglo XIX no funcionaron como tal sino hasta la segunda mitad de dicha centuria. 
La legislación mexicana en materia electoral durante la primera mitad del siglo XIX, no solamente no habla de partidos, sino que no eran necesarios, puesto que los cargos de elección popular directa en municipios, distritos y estados no requerían de ningún tipo de pertenencia, afiliación o apoyo corporativo. Además, en los métodos de elección de la presidencia de la república, que fueron: por medio de la mayoría de legislaturas estatales (Constitución de 1824), por los integrantes de los poderes de la Unión (Siete Leyes y Bases orgánicas) y Colegio Electoral (Constitución de 1857), se volvía intrascendente la presencia de grupos políticos nacionales cohesionados y organizados (como un partido). Desde luego habría que añadir las complejidades de fusionar grupos políticos en un país tan extenso y constantemente convulsionado por guerras internas y externas.
Sin embargo en una época en la que apenas se desarrollaban los primeros métodos de participación ciudadana, si fue factible, principalmente en la Ciudad de México, la integración de grupos políticos que compartían ideas y proyectos, organizados a manera de asociaciones, sin estructura, estatutos o liderazgos corporativos. Y cuya función era más la de respaldar a líderes militares y políticos que pudieran aspirar al poder público, y llevar con ellos las ideas de su gremio. Las primeras agrupaciones, a las que estuvieron vinculados las autoridades (tras el establecimiento de la república) fueron las logias masónicas; por un lado la del rito escocés de tendencia en su mayoría conservadora y del otro la del rito yorkino de tendencia más liberal. Posteriormente estos se convertirían principalmente en centralistas y federalistas respectivamente; finalmente en la década de 1850 se constituyeron como Partido Liberal y Partido Conservador, los primeros de la historia de México.
Con el triunfo de la república en 1867, prevaleció finalmente el liberalismo, que terminó escindido en tres fracciones; dos civilistas apoyando a Benito Juárez y Sebastián Lerdo de Tejada, y una militarista apoyando a Porfirio Díaz. En 1871 surgió el Partido Radical de Tabasco favorable a Juárez y en la capital el Partido Republicano Progresista que apoyaba a Lerdo de Tejada. Este llegó al poder en 1872 tras la muerte de Juárez y aglomeró a todas las corrientes liberales civiles para hacer frente a los militares que respaldaban a Díaz. Luego del triunfo de la rebelión de Tuxtepec y el inicio del Porfiriato, los grupos que apoyaban al gobernante fundaron en 1892 la Unión Liberal y en 1896 el Círculo Nacional Porfirista; los miembros de ambos llamados ostensiblemente "los científicos" por su clara inclinación ideológica hacia el positivismo.
Durante la primera década del siglo XX, en la etapa prerrevolucionaria se organizaron la Confederación de Clubes Liberales en 1901; la Convención Nacional Liberal en 1903; el Partido Liberal Mexicano en 1906; los partidos Nacional Reeleccionista, Popular, Nacional Obrero y Nacionalista Democrático en 1909. En la etapa revolucionaria preconstitucional se constituyeron los partidos Nacional Antirreleccionista en 1910; Partido Católico Nacional, Constitucional Progresista, Popular Evolucionista, Liberal Estudiantil y Liberal Radical en 1911; Liberal Constitucionalista en 1916; y Nacional Cooperativista en 1917. Promulgada la Constitución de 1917 se fundaron los siguientes partidos (sin considerar a los que aún persisten): Laborista Mexicano y Comunista Mexicano en 1919; Nacional Agrarista en 1920; Nacional Antirreleccionista en 1927; Nacionalista Mexicano en 1934; Nacional de Salvación Pública en 1935; Revolucionario de Unificación Nacional en 1940; Fuerza Popular y Democrático Nacional Independiente en 1945; Democrático Mexicano en 1946; y Federación de Partidos del Pueblo Mexicano en 1952. En cuanto a nivel estatal y regional aparecieron los partidos Liberal Independiente (Sonora), Socialista de Yucatán y Socialista del Sureste en 1918; Socialista Agrario de Campeche, Laborista del estado de México, Laborista Colimense, Socialista del Trabajo de Veracruz, del Trabajo de San Luis Potosí, del Trabajo de Puebla y Socialista Michoacano en 1919; Liberal Jalisciense en 1920; Confederación de Partidos Guanajuatenses en 1925; y Socialista Fronterizo (Tamaulipas) en 1929.  
Sin embargo, aun cuando las nuevas legislaciones crearon las figuras de los partidos políticos para organizar y facilitar la participación ciudadana, nunca ha sido requisito constitucional para acceder a cualquier puesto.

### Ley Electoral Federal de 1946
Denominada Ley Electoral Federal, Reglamentaria de los Artículos 36 fracción I, parte final, 60, 74 fracción I y 97 en su parte conducente de la Constitución Política de los Estados Unidos Mexicanos, se publicó en el Diario Oficial de la Federación el 7 de enero de 1946. los Partidos Políticos, estos se conformaban además de presentar sus documentos básicos, contar por lo menos con 30 mil asociados en toda la República, siempre que, por lo menos en las dos terceras partes de las Entidades federales se organicen con no menos de mil ciudadanos en cada una. Debiéndose registrar esto en la Secretaría de Gobernación. Los partidos políticos tenían derecho a ser representados en las comisiones electorales, asimismo estaban obligados a tener una publicación por lo menos mensual de manera permanente.
El 1 de abril de 1946, la Secretaría de Gobernación otorgó el registro a tres partidos políticos: Partido Acción Nacional, Partido Revolucionario Institucional y Partido Democrático Mexicano. Posteriormente, el 9 de mayo de 1946 lo haría con otros tres partidos políticos, siendo estos el Partido Nacional Demócrata Independiente, el Partido Nacional Constitucional y el Partido Comunista Mexicano; Para el 1 de junio de 1946, le otorgaría el registro al Partido Demócrata Revolucionario. Para el año de 1948, se registraron otros dos partidos, el 11 de junio de 1948 el Partido Fuerza Popular y el 8 de septiembre el Partido Popular, el cual luego cambiaría de denominación para llamarse Partido Popular Socialista.
El 31 de enero de 1949, tras un incidente cometido en el Hemiciclo Juárez a cargo de los militantes del Partido Fuerza Popular, la Secretaría de Gobernación le canceló el registro a dicho partido, por "críticas destructivas a las instituciones emanadas del régimen de la revolución, tener vínculos con la Falange Española, vilipendiar y atentar contra la imagen de Benito Juárez, en el mismísimo Hemiciclo Juárez que se encuentra en la Alameda Central de la Ciudad de México" El 18 de junio de 1951, se registraron otros dos partidos políticos, el Partido Nacionalista de México y la Federación de Partidos del Pueblo de México.

### Ley Electoral Federal de 1951
Publicada en el Diario Oficial de la Federación el 4 de diciembre de 1951. Esta ley, establecía los mismos requisitos de su antecesora para constituir partido, aunado de imponerle la obligación de mantener un "Centro Permanente de Cultura Cívica". 
Durante la vigencia de esta ley, se registró el Partido Auténtico de la Revolución Mexicana.
Así mismo, debido a perturbaciones al orden público y escándalos callejeros con motivo del denominado "movimiento henriquista", fue que el 1 de marzo de 1954 perdió su registro la Federación de Partidos del Pueblo Mexicano. Posteriormente para el 31 de marzo de 1964, debido a la división de tres grupos antagónicos que decían representar al Partido, fue que también se decidió cancelar el registro al Partido Nacionalista de México. 

### Ley Federal Electoral de 1973
Publicada en el Diario Oficial de la Federación el 5 de enero de 1973 estableció como requisito para constituir partido político, el que existiera por lo menos 65 000 afiliados, debiendo tener representación en por lo menos dos terceras partes de las entidades federativas, siendo que en cada entidad federativa, existieran por lo menos 2000 afiliados.
De igual forma, fue en esta ley cuando se otorgaron prerrogativas a los partidos políticos, siendo estas la exención de impuestos, del timbre en los contratos de arrendamiento, donación y compraventa; sobre la renta en utilidades provenientes de la enajenación de inmuebles adquiridas por compraventa o donación para el ejercicio de sus funciones específicas, el que se causara por la venta de impresos; franquicias postales y telegráficas, así como el acceso a la radio y televisión durante los periodos de campaña electoral, por el lapso de diez minutos quincenales.

### Ley Federal de Organizaciones Políticas y Procesos Electorales de 1977
Publicada en el Diario Oficial de la Federación el 30 de diciembre de 1977.En dicha ley, se estableció el procedimiento de constitución y dos tipos de registro, el registro condicionado y el registro definitivo.
Para la obtención del registro condicionado, se debía acreditar que la organización solicitante hubiera realizado actividad política durante cuatro años anteriores a la solicitud, mediante congresos, asambleas u otros eventos políticos o bien haber funcionado como asociación política nacional un año antes de la convocatoria. De igual forma, el registro condicionado obligaba a los partidos "haber logrado por lo menos el 1.5 % del total en alguna de las votaciones de la elección para el que se le otorgó el registro condicionado. Si no lo obtenía, perdía todos sus derechos y prerrogativas.(Artículo 34).
Se estableció también como requisito contar con 3 mil afiliados en cada uno, cuando menos, de la mitad de las entidades federativas o bien tener 300 afiliados en cuando menos, en cada uno de la mitad de los distritos electorales uninominales.
Entre las prerrogativas que se otorgaron a los partidos políticos, se encontraba tener acceso en forma permanente a la radio y televisión, disponer de los medios adecuados para sus tareas editoriales, contar en forma equitativa, durante los procesos electorales, con un mínimo de elementos para sus actividades encaminadas a la obtención del sufragio popular, gozar de la exención de impuestos y derechos, así como disfrutar de las franquicias y postales telegráficas que fueran necesarias para el cumplimiento de sus funciones.
En dicha ley se establecía también la obligación de editar publicaciones mensuales y trimestrales y que para ello, se le otorgaría a los partidos políticos de los recursos indispensables tales como papel, impresión, distribución y los medios para mantener su propio cuerpo de redactores, además de participar en las publicaciones que editara la Comisión Federal Electoral.
De igual forma, se reconoció la figura de las Asociaciones Políticas, las cuales para su constitución requerían de por lo menos con cinco mil asociados en todo el país, haber realizado actividades políticas dos años anteriores a la solicitud, además de sus documentos básicos, resultando también que la Comisión Federal Electoral, estimularía la creación de Asociaciones Políticas.
El registro de partido político se perdía por no obtener en tres elecciones consecutivas el 1.55 de la votación nacional, tratándose de partidos con registro definitivo; en el caso de los partidos con registro condicionado, se perdía este a la primera elección.
En ese tenor, el 13 de marzo de 1978 se publicó la convocatoria para conformar nuevos partidos; habiendo obtenido su registro condicionado desde el 4 de mayo de 1978 los siguientes partidos políticos.
- Partido Socialista de los Trabajadores.
- Partido Demócrata Mexicano.
- Partido Comunista Mexicano.

## Legislación
La Ley General de Partidos Políticos (LGPP) y la Ley General de Instituciones y Procedimientos Electorales (LGIPE) constituyen el marco jurídico fundamental para la operación de los partidos políticos y la organización de procesos electorales en México. La LGPP regula la creación, funcionamiento y financiamiento de los partidos políticos, mientras que la LGIPE establece las normas y procedimientos para la celebración de elecciones y el ejercicio del voto.
El órgano rector de los partidos políticos y de todo el sistema electoral en México es el Instituto Nacional Electoral (INE), un órgano descentralizado e independiente manejado por un consejo ciudadano en el que el gobierno no tiene intervención. El INE organiza las elecciones nacionales, otorga registro a candidatos y partidos políticos y define todo la política electoral del país.

### Naturaleza jurídica
Los partidos políticos en México son entidades de interés público, así reconocidos en el párrafo I del artículo 41 de la Constitución Política de los Estados Unidos Mexicanos, el cual se encuentran regulados, en la Ley General de Partidos Políticos.
Dicha ley establece que los partidos políticos cuentan con personalidad jurídica y patrimonio propio, y tienen como finalidad promover la participación del pueblo en la vida democrática, contribuir a la integración de los órganos de representación política y, como organización de ciudadanos, hacer posible el acceso de estos al ejercicio del poder público.
En México, la afiliación a un partido es de manera libre e individual, queda prohibida la intervención de organizaciones civiles, sociales o gremiales, nacionales o extranjeras; las organizaciones con objeto social diferente a la creación de partidos, y cualquier otro tipo de afiliación corporativa.

### Derechos y obligaciones de los partidos políticos
Los partidos políticos, al ser entidades fundamentales para el funcionamiento democrático, gozan de ciertos derechos y prerrogativas, al tiempo que deben cumplir con una serie de obligaciones establecidas por la ley.

#### Derechos y atribuciones
Una vez constituidos legalmente, los partidos políticos adquieren una serie de derechos que buscan facilitar su participación en el sistema político y la difusión de sus propuestas. Entre estos derechos se encuentran:
- Financiamiento público: Reciben recursos económicos del Estado tanto para su funcionamiento cotidiano como para la financiación de campañas electorales.
- Acceso a medios de comunicación: Tienen derecho a espacios gratuitos en radio y televisión para difundir sus plataformas políticas y llegar a la ciudadanía.
- Formación de alianzas: Pueden formar frentes o coaliciones con otros partidos para fines electorales o legislativos.
- Conformación de grupos parlamentarios: Sirven como base para la organización de grupos parlamentarios en los cuerpos legislativos, lo que les permite articular su acción política de manera conjunta.

#### Obligaciones
La ley también establece una serie de obligaciones que los partidos políticos deben cumplir. Algunas de las más importantes son:
- Apego a la legalidad: Deben actuar siempre en conformidad con la ley y el marco jurídico vigente.
- Respeto a la militancia: Tienen la obligación de respetar los derechos de sus miembros y garantizar su participación democrática en la vida interna del partido.
- Transparencia en el uso de recursos: Deben rendir cuentas sobre el origen y destino de los recursos que manejan, tanto públicos como privados.
- Rechazo a la violencia: Están obligados a rechazar cualquier forma de violencia en su actividad política y a promover la resolución pacífica de conflictos.
- Paridad de género: Deben garantizar la participación equitativa de hombres y mujeres en sus candidaturas a cargos de elección popular.

### Requisitos para la creación de un partido político nacional
La legislación mexicana vigente establece un marco temporal específico para la creación de nuevos partidos políticos. Estos solo pueden constituirse cada seis años, coincidiendo con las elecciones intermedias, en las que se renueva la Cámara de Diputados. El propósito de esta disposición es permitir que las nuevas agrupaciones políticas demuestren su arraigo y respaldo popular en comicios de menor trascendencia en comparación con las elecciones presidenciales. Aquellos que superen este primer desafío, obteniendo el porcentaje mínimo de votos establecido por ley, podrán participar posteriormente en la contienda presidencial.
Para obtener el reconocimiento legal como partido político, los interesados deben cumplir con una serie de requisitos. Entre ellos, se encuentra la celebración de asambleas en al menos veinte entidades federativas o en doscientos distritos electorales, siempre con la presencia de un funcionario del Instituto Nacional Electoral que valide el proceso. Cuando las asambleas se realizan a nivel estatal, se requiere una asistencia mínima de 3,000 personas por entidad. En cambio, si se opta por llevar a cabo asambleas distritales, el cuórum necesario se reduce a 300 asistentes. No obstante, independientemente de la modalidad elegida, la suma total de participantes en todas las asambleas no puede ser inferior al 0.26 % de las personas inscritas en el padrón electoral nacional.

### Formación de alianzas políticas
De acuerdo a la Ley General de Instituciones y Procedimientos Electorales (LGIPE), los partidos políticos tienen el derecho de establecer alianzas entre sí, las cuales se pueden manifestar en dos formas principales: frentes y coaliciones. Ambas implican la unión de dos o más partidos, pero se diferencian en su objetivo principal.
Los frentes se caracterizan por perseguir objetivos que no son necesariamente electorales. Su propósito puede ser impulsar una causa política, social, ambiental, económica o cualquier otra demanda específica. En contraste, las coaliciones se forman con un fin explícitamente electoral: presentar candidaturas conjuntas ante la ciudadanía.
El artículo 88 de la LGIPE clasifica a las coaliciones en tres tipos:
- Totales: Los partidos miembros presentan la totalidad (100 %) de sus candidaturas de forma conjunta.
- Parciales: Los partidos presentan al menos el 50 % de sus candidaturas de forma conjunta, sin llegar al 100 %.
- Flexibles: Los partidos presentan al menos el 25 % de sus candidaturas de forma conjunta, es decir, entre el 25 % y el 50 %, ya que un porcentaje superior las convertiría en coaliciones parciales.

Es importante destacar que la figura de la coalición en este sentido, según la ley, se limita al ámbito electoral. No deben confundirse con las coaliciones de gobierno, que se forman después de las elecciones para gobernar, ni con las coaliciones parlamentarias, que se forman para coordinar acciones dentro de un parlamento.

### Pérdida de registro de partidos políticos
Según el artículo 94 de la LGPP, un partido político nacional perderá su registro si no obtiene por lo menos el 3 % del total de la votación válida emitida en alguna de las elecciones federales ordinarias para diputados, senadores o Presidente de la República. Además, puede perder su registro si no obtiene por lo menos el 3 % en alguna de las elecciones locales ordinarias para gobernador, diputados locales o ayuntamientos, según lo establezca la legislación local.
Cabe destacar que la pérdida del registro no implica la desaparición definitiva de un partido político, ya que puede buscar su reincorporación al sistema de partidos cumpliendo con los requisitos establecidos en la ley.

## Partidos políticos nacionales
En el panorama político actual de México, Morena ha emergido como un actor clave desde su fundación en 2014, logrando un rápido ascenso en la escena política mexicana, posicionándose como uno de los principales partidos junto a los tres grandes partidos históricos: el Partido Revolucionario Institucional (PRI), el Partido Acción Nacional (PAN) y el Partido de la Revolución Democrática (PRD). En las elecciones presidenciales de 2018 y 2024, Morena obtuvo una victoria contundente, ganando la presidencia y consolidando su presencia en el Congreso de la Unión y en gobiernos estatales y municipales. 
La clasificación tradicional de los partidos políticos mexicanos en derecha, centro e izquierda se ha visto influenciada por el surgimiento de Morena. Si bien el PAN se ha mantenido como el principal representante de la derecha y el PRI ha oscilado entre el centro y la derecha, Morena ha asumido el papel de la principal fuerza de izquierda en el país, desplazando en gran medida al PRD.

### Partido Acción Nacional
El Partido Acción Nacional (PAN) fue fundado en 1939 por Manuel Gómez Morin, exrector de la Universidad Nacional Autónoma de México (UNAM). Logró su primera gubernatura en las elecciones estatales de Baja California en 1989 y ha tenido dos presidentes de la república: Vicente Fox de 2000 a 2006 y Felipe Calderón Hinojosa de 2006 a 2012. El PAN está afiliado a la Internacional Demócrata de Centro, una asociación de partidos socialcristianos de centroderecha y derecha.
En las elecciones presidenciales de 2024 fue la segunda fuerza política del país, obteniendo 16 % de los votos. En septiembre de 2024, al inicio de la LXVI legislatura, su grupo parlamentario se componía de 71 curules en la Cámara de Diputados y 22 en la Cámara de Senadores. En septiembre de 2023 el PAN registraba 277 665 militantes.

### Partido Revolucionario Institucional
El Partido Revolucionario Institucional (PRI) fue fundado el 4 de marzo de 1929 por el expresidente Plutarco Elías Calles bajo el nombre de Partido Nacional Revolucionario (PNR), en 1938 fue renombrado como Partido de la Revolución Mexicana (PRM) y en 1946 adopta su nombre actual. Fue el partido gobernante en el país durante 70 años consecutivos, de 1930 a 2000. En 1988 sufrió su mayor escisión, con la separación de la Corriente Democrática, que derivó en la creación del Partido de la Revolución Democrática (PRD). El pensamiento del partido se fundamenta en «los principios ideológicos de la Revolución Mexicana, que plantea como postulados fundamentales el nacionalismo, las libertades, la democracia y la justicia social» y está afiliado a la Internacional Socialista, a pesar de que históricamete el partido ha sido uno de tipo atrapalotodo y su ideología ha variado entre varias posiciones del espectro político, desde el nacionalismo revolucionario al neoliberalismo.
En las elecciones presidenciales de 2024 fue la cuarta fuerza política del país, obteniendo 9.5 % de los votos. En septiembre de 2024, al inicio de la LXVI legislatura, su grupo parlamentario se componía de 36 curules en la Cámara de Diputados y 16 en la Cámara de Senadores. En septiembre de 2023 el PRI registraba 1 411 889 militantes, siendo el segundo partido con mayor número de afiliados.

### Partido del Trabajo
El Partido del Trabajo (PT) fue fundado el 8 de diciembre de 1990 mediante la unión de organizaciones sociales como el Comité de Defensa Popular de Chihuahua, el Frente Popular de Lucha de Zacatecas, el Frente Popular Tierra y Libertad de Monterrey y por miembros de la Unión Nacional de Trabajadores Agrícolas. Obtuvo su registro como partido el 22 de enero de 1991, perdiéndolo en las elecciones federales de ese año. El 13 de enero de 1992 el PT obtiene su registro ante el Instituto Federal Electoral por segunda vez, manteniéndolo hasta la actualidad. En las elecciones federales de 2015 estuvo a punto de perder su registro por segunda ocasión. Ideológicamente el partido se considera de izquierda, socialista, anticapitalista y nacionalista de izquierda.
En las elecciones presidenciales de 2024 fue una fuerza política menor, obteniendo 6.5 % de los votos. En septiembre de 2024, al inicio de la LXVI legislatura, su grupo parlamentario se componía de 47 curules en la Cámara de Diputados y 6 en la Cámara de Senadores. En septiembre de 2023 el PT registraba 457 624 militantes.

### Partido Verde Ecologista de México
El Partido Verde Ecologista de México (PVEM, Verde) fue fundado como organización civil en 1986 bajo el nombre de Partido Verde Mexicano (PVM) y obtuvo su registro ante el Instituto Federal Electoral el 9 de febrero de 1991 bajo el nombre de Partido Ecologista de México (PEM). En las elecciones federales de 1991 perdió su registro por falta de votos. En 1993 recuperó su registro como partido político, manteniéndolo hasta la actualidad; ese mismo año decidió cambiar su nombre al que usa actualmente. Ideológicamente se le consideraba un partido social conservador y de derecha, aunque también defiende principios ecologistas,sin embargo, en el PVEM se declara como un partido de centroizquierda. Es miembro de la Federación de Partidos Verdes de las Américas, asociado a Global Greens, una agrupación internacional de partidos ecologistas. Su ideología ha entrado en conflicto con la defendida por otros partidos de la organización, en 2009 fue desconocido por el Partido Verde Europeo por su apoyo a la implementación de la pena de muerte en México, propuesta contraria a los principios de la Carta de los Verdes Mundiales.
En las elecciones presidenciales de 2024 fue una fuerza política menor, obteniendo 7.8 % de los votos. En septiembre de 2024, al inicio de la LXVI legislatura, su grupo parlamentario se componía de 60 curules en la Cámara de Diputados y 13 en la Cámara de Senadores. En septiembre de 2023 el PVEM registraba 592 417 militantes, siendo el cuarto partido con mayor número de afiliados.

### Movimiento Ciudadano
El partido Movimiento Ciudadano (MC) fue fundado en 1997 como agrupación política bajo el nombre de Convergencia por la Democracia, obteniendo el registro ante el Instituto Federal Electoral el 1 de agosto de 1999. El 16 de agosto de 2002 el partido acortó su nombre a Convergencia. El 31 de julio de 2011 volvió a cambiar de nombre al que ostenta actualmente. El partido se define a sí mismo como socialdemócrata, partidario de la libertad de mercado y de la intervención del estado en la economía.
En las elecciones presidenciales de 2024 fue la tercera fuerza política a nivel nacional, obteniendo 10.3 % de los votos. En septiembre de 2024, al inicio de la LXVI legislatura, su grupo parlamentario se componía de 27 curules en la Cámara de Diputados y 5 en la Cámara de Senadores. En septiembre de 2023 el partido registraba 384 005 militantes.

### Morena
Morena fue creado en 2011 bajo el nombre «Movimiento de Regeneración Nacional» como una asociación civil dedicada a impulsar la campaña presidencial de Andrés Manuel López Obrador en las elecciones federales de 2012 por parte de la coalición Movimiento Progresista —conformada por el PRD, el PT y MC —. Tras ser derrotados en los comicios, el candidato y el movimiento se separaron del PRD y de la coalición, buscando constituir su propio partido político. En julio de 2014, Morena obtiene su registro ante el Instituto Nacional Electoral, siendo López Obrador su fundador. El partido se declara de izquierda, democrático, anticorrupción y opuesto al neoliberalismo, al que acusan de que «sólo ha beneficiado a una minoría a costa de la pobreza de la mayoría de los mexicanos». Aparte de lo anterior, Morena nunca ha asumido una ideología que implique un proyecto económico o político, más allá del antineoliberalismo y algunas políticas nacionalistas de izquierda.
En las elecciones presidenciales de 2024 fue la primera fuerza política del país, obteniendo 45.5 % de los votos. En septiembre de 2024, al inicio de la LXVI legislatura, su grupo parlamentario se componía de 257 curules en la Cámara de Diputados y 66 en la Cámara de Senadores. En junio de 2025 Morena registraba 6 800 000 militantes, siendo el partido con mayor número de afiliados.

## Partidos políticos locales
| Baja California     | Baja California | Baja California                                    |
| ------------------- | --------------- | -------------------------------------------------- |
|                     |                 | Partido Encuentro Solidario Baja California        |
|                     |                 | Fuerza por México Baja California                  |
| Baja California Sur |                 |                                                    |
|                     |                 | Nueva Alianza Baja California Sur                  |
|                     |                 | Partido de Renovación Sudcaliforniana              |
|                     |                 | Partido Humanista de Baja California Sur           |
|                     |                 | Fuerza por México Baja California Sur              |
|                     |                 | Movimiento Laborista Baja California Sur           |
|                     |                 | Partido Encuentro Solidario de Baja California Sur |
| Campeche            |                 |                                                    |
|                     |                 | Partido Campeche Libre                             |
|                     | Center          | Espacio Democrático de Campeche                    |
|                     | Center          | Movimiento Laborista de Campeche                   |
|                     |                 | Partido Encuentro Solidario de Campeche            |
| Chiapas             |                 |                                                    |
|                     |                 | Partido Chiapas Unido                              |
|                     |                 | Podemos Mover a Chiapas                            |
|                     |                 | Partido Encuentro Solidario de Chiapas             |
|                     |                 | Redes Sociales Progresistas Chiapas                |
|                     |                 | Partido Popular Chiapaneco                         |
|                     |                 | Nueva Alianza Chiapas                              |
| Chihuahua           |                 |                                                    |
|                     |                 | Partido México Republicano                         |
|                     |                 | Partido Pueblo                                     |
| Coahuila            |                 |                                                    |
|                     |                 | Unidad Democrática de Coahuila                     |
| Colima              |                 |                                                    |
|                     |                 | Nueva Alianza Colima                               |
|                     |                 | Fuerza por México Colima                           |
|                     |                 | Partido Encuentro Solidario de Colima              |
| Durango             |                 |                                                    |
|                     |                 | Partido Encuentro Social de Durango                |
| Guerrero            |                 |                                                    |
|                     |                 | Fuerza por México Guerrero                         |
|                     |                 | Partido Encuentro Solidario de Guerrero            |
|                     |                 | Partido México Avanza                              |
|                     |                 | Partido de la Sustentabilidad Guerrerense          |
|                     |                 | Partido Alianza Ciudadana                          |
|                     |                 | Movimiento Laborista de Guerrero                   |
|                     |                 | Partido del Bienestar Guerrero                     |
|                     |                 | Partido Regeneración                               |
| Hidalgo             |                 |                                                    |
|                     |                 | Nueva Alianza Hidalgo                              |
| Jalisco             |                 |                                                    |
|                     |                 | Futuro                                             |
|                     |                 | Hagamos                                            |
| México              |                 |                                                    |
|                     |                 | Nueva Alianza Estado de México                     |
| Michoacán           |                 |                                                    |
|                     |                 | Tiempo por México                                  |
|                     |                 | Partido de la Revolución Democrática de Michoacán  |
|                     |                 | Partido Encuentro Solidario Michoacán              |
|                     |                 | Más Michoacán                                      |
|                     |                 | Michoacán Primero                                  |
| Morelos             |                 |                                                    |
|                     |                 | Nueva Alianza Morelos                              |
|                     |                 | Partido Encuentro Social de Morelos                |
|                     |                 | Movimiento Alternativa Social                      |
|                     |                 | Morelos Progresa                                   |
|                     |                 | Redes Sociales Progresistas Morelos                |
| Nayarit             |                 |                                                    |
|                     |                 | Movimiento Levántate para Nayarit                  |
|                     |                 | Nueva Alianza Nayarit                              |
|                     |                 | Fuerza por México Nayarit                          |
|                     |                 | Redes Sociales Progresistas Nayarit                |
| Nuevo León          |                 |                                                    |
|                     |                 | Partido Encuentro Social de Nuevo León             |
|                     |                 | Partido Vida                                       |
|                     |                 | Partido Liberal                                    |
|                     |                 | Partido Esperanza Social                           |
|                     |                 | Partido Justicialista                              |
| Oaxaca              |                 |                                                    |
|                     |                 | Nueva Alianza Oaxaca                               |
|                     |                 | Fuerza por México Oaxaca                           |
|                     |                 | Partido Unidad Popular                             |
|                     |                 | Partido Mujer                                      |
| Puebla              |                 |                                                    |
|                     |                 | Nueva Alianza Puebla                               |
|                     |                 | Pacto Social de Integración                        |
|                     |                 | Fuerza por México Puebla                           |
| Querétaro           |                 |                                                    |
|                     |                 | Partido Querétaro Seguro                           |
| Quintana Roo        |                 |                                                    |
|                     |                 | Más Apoyo Social                                   |
| San Luis Potosí     |                 |                                                    |
|                     |                 | Nueva Alianza San Luis Potosí                      |
|                     |                 | Partido Conciencia Popular                         |
|                     |                 | Movimiento Laborista de San Luis Potosí            |
| Sinaloa             |                 |                                                    |
|                     |                 | Partido Sinaloense                                 |
|                     |                 | Partido Encuentro Social de Sinaloa                |
| Sonora              |                 |                                                    |
|                     |                 | Partido Encuentro Solidario de Sonora              |
|                     |                 | Nueva Alianza Sonora                               |
|                     |                 | Partido Sonorense                                  |
| Tlaxcala            |                 |                                                    |
|                     |                 | Nueva Alianza Tlaxcala                             |
|                     |                 | Partido Alianza Ciudadana                          |
|                     |                 | Redes Sociales Progresistas Tlaxcala               |
|                     |                 | Fuerza por México Tlaxcala                         |
| Veracruz            |                 |                                                    |
|                     |                 | Fuerza por México Veracruz                         |
| Yucatán             |                 |                                                    |
|                     |                 | Nueva Alianza Yucatán                              |
| Zacatecas           |                 |                                                    |
|                     |                 | Nueva Alianza Zacatecas                            |
|                     |                 | Partido Encuentro Solidario de Zacatecas           |
|                     |                 | Fuerza por México Zacatecas                        |
|                     |                 | Partido Revolución Popular de Zacatecas            |
|                     |                 | Movimiento Alternativa Zacatecas                   |

## Partidos políticos desaparecidos
En el sistema electoral vigente, los partidos políticos deben cumplir ciertos criterios para mantener su registro y continuar operando. Uno de los requisitos principales es la obtención de un mínimo del 3 % de la votación válida en elecciones federales. La necesidad de alcanzar este umbral electoral implica que los partidos políticos se enfrentan a la posibilidad de perder su registro cada tres años.
Adicionalmente, la legislación contempla la posibilidad de cancelar el registro de un partido político en cualquier momento si se determina que ha cometido una violación grave de la ley. Sin embargo, hasta la fecha, esta disposición no se ha aplicado en el país.
Históricamente, la legislación electoral en México ha evolucionado para regular la existencia y funcionamiento de los partidos políticos. En 1977, se realizó una reforma política que permitió el registro de nuevos partidos, sentando las bases para un sistema de partidos más plural y competitivo. A lo largo de las décadas siguientes, diversos partidos políticos han perdido su registro por no alcanzar los umbrales de votación requeridos. Estos umbrales han variado con el tiempo, reflejando los cambios en la legislación electoral y las dinámicas políticas del país.

### Partidos nacionales
| Logo | Logo | Partido                                                  | Fundación            | Disolución |
| ---- | ---- | -------------------------------------------------------- | -------------------- | ---------- |
|      |      | Partido Liberal                                          | 1822[cita requerida] | 1911       |
|      |      | Partido del Águila Negra                                 | 1823                 | 1826       |
|      |      | Partido Conservador                                      | 1849                 | 1867       |
|      |      | Partido Republicano Progresista                          | 1871                 | 1876       |
|      |      | Partido Liberal Mexicano                                 | 1906                 | 1927       |
|      |      | Partido Nacional Antirreeleccionista                     | 1909                 | 1911       |
|      |      | Partido Católico Nacional                                | 1910                 | 1913       |
|      |      | Partido Constitucional Progresista                       | 1911                 | 1913       |
|      |      | Partido Liberal Constitucionalista                       | 1916                 | 1924       |
|      |      | Partido Nacional Cooperatista                            | 1917                 | 1924       |
|      |      | Partido Comunista Mexicano                               | 1919                 | 1981       |
|      |      | Partido Laborista Mexicano                               | 1919                 | 1940       |
|      |      | Partido Nacional Agrarista                               | 1920                 | 1929       |
|      |      | Partido Fascista Mexicano                                | 1922                 | 1924       |
|      |      | Partido Nacional Revolucionario                          | 1929                 | 1938       |
|      |      | Partido de la Revolución Mexicana                        | 1938                 | 1946       |
|      |      | Partido Revolucionario de Unificación Nacional           | 1939                 | 1940       |
|      |      | Federación de Partidos del Pueblo Mexicano               | 1945                 | 1954       |
|      |      | Partido Fuerza Popular                                   | 1945                 | 1948       |
|      |      | Partido Popular                                          | 1948                 | 1960       |
|      |      | Partido Constitucionalista Mexicano                      | 1951                 | 1952       |
|      |      | Partido Nacionalista Mexicano                            | 1951                 | 1961       |
|      |      | Partido Auténtico de la Revolución Mexicana              | 1954                 | 2000       |
|      |      | Partido Popular Socialista                               | 1960                 | 1997       |
|      |      | Partido Mexicano de los Trabajadores                     | 1974                 | 1987       |
|      |      | Partido Socialista de los Trabajadores                   | 1975                 | 1987       |
|      |      | Partido Demócrata Mexicano                               | 1975                 | 1997       |
|      |      | Partido Revolucionario de los Trabajadores               | 1979                 | 1991       |
|      |      | Partido Social Demócrata                                 | 1981                 | 1982       |
|      |      | Partido Socialista Unificado de México                   | 1981                 | 1987       |
|      |      | Partido Mexicano Socialista                              | 1987                 | 1989       |
|      |      | Partido del Frente Cardenista de Reconstrucción Nacional | 1987                 | 1997       |
|      |      | Partido de la Revolución Democrática                     | 1989                 | 2024       |
|      |      | Partido Alianza Social                                   | 1999                 | 2003       |
|      |      | Partido de la Sociedad Nacionalista                      | 1999                 | 2003       |
|      |      | Democracia Social                                        | 1999                 | 2000       |
|      |      | Convergencia                                             | 1999                 | 2011       |
|      |      | Partido de Centro Democrático                            | 1999                 | 2000       |
|      |      | México Posible                                           | 2002                 | 2003       |
|      |      | Partido Fuerza Ciudadana                                 | 2002                 | 2003       |
|      |      | Partido Liberal Mexicano                                 | 2002                 | 2003       |
|      |      | Partido Socialdemócrata                                  | 2005                 | 2009       |
|      |      | Nueva Alianza                                            | 2005                 | 2018       |
|      |      | Partido Humanista                                        | 2014                 | 2015       |
|      |      | Partido Encuentro Social                                 | 2014                 | 2018       |
|      |      | Partido Encuentro Solidario                              | 2020                 | 2021       |
|      |      | Redes Sociales Progresistas                              | 2020                 | 2021       |
|      |      | Fuerza por México                                        | 2020                 | 2021       |

### Partidos estatales
| Logo | Logo | Partido                                        | Estado              | Fundación | Disolución |
| ---- | ---- | ---------------------------------------------- | ------------------- | --------- | ---------- |
|      |      | Nueva Alianza Aguascalientes                   | Aguascalientes      | 2018      | 2021       |
|      |      | Partido Libre de Aguascalientes                | Aguascalientes      | 2019      | 2021       |
|      |      | Unidos Podemos Mas                             | Aguascalientes      | 2019      | 2020       |
|      |      | Fuerza por México Aguascalientes               | Aguascalientes      | 2021      | 2022       |
|      |      | Partido de Baja California                     | Baja California     | 1998      | 2021       |
|      |      | Partido Encuentro Social de Baja California    | Baja California     | 2006      | 2019       |
|      |      | Partido Municipalista de Baja California       | Baja California     | 2014      | 2016       |
|      |      | Partido Peninsular de las Californias          | Baja California     | 2015      | 2016       |
|      |      | Partido Humanista de Baja California           | Baja California     | 2015      | 2016       |
|      |      | Transformemos                                  | Baja California     | 2019      | 2020       |
|      |      | Partido Democracia Sudcaliforniana             | Baja California Sur | 1992      | 1997       |
|      |      | Baja California Sur Coherente                  | Baja California Sur | 2017      | 2021       |
|      |      | Partido Popular Chiapaneco                     | Chiapas             | 2020      | 2021       |
|      |      | Nueva Alianza Chiapas                          | Chiapas             | 2018      | 2021       |
|      |      | Partido del Comité de Defensa Popular          | Chihuahua           | 1989      | 1998       |
|      |      | Nueva Alianza Chihuahua                        | Chihuahua           | 2018      | 2021       |
|      |      | Partido Equidad, Libertad y Género             | Ciudad de México    | 2020      | 2021       |
|      |      | Partido Progresista de Coahuila                | Coahuila            | 2011      | 2015       |
|      |      | Partido Primero Coahuila                       | Coahuila            | 2010      | 2018       |
|      |      | Partido Joven                                  | Coahuila            | 2012      | 2018       |
|      |      | Partido Campesino Popular                      | Coahuila            | 2012      | 2018       |
|      |      | Partido Socialdemócrata Independiente          | Coahuila            | 2006      | 2018       |
|      |      | Partido Unidos                                 | Coahuila            | 2019      | 2021       |
|      |      | Partido de la Revolución Coahuilense           | Coahuila            | 2014      | 2021       |
|      |      | Partido Emiliano Zapata                        | Coahuila            | 2019      | 2021       |
|      |      | Asociación por la Democracia Colimense         | Colima              | 2003      | 2012       |
|      |      | Partido Duranguense                            | Durango             | 2000      | 2021       |
|      |      | Redes Sociales Progresistas Durango            | Durango             | 2021      | 2022       |
|      |      | Nueva Alianza Guanajuato                       | Guanajuato          | 2018      | 2021       |
|      |      | Partido de los Pobres de Guerrero              | Guerrero            | 2014      | 2018       |
|      |      | Coincidencia Guerrerense                       | Guerrero            | 2017      | 2018       |
|      |      | Partido Socialista de Guerrero                 | Guerrero            | 2017      | 2018       |
|      |      | Partido Socialista de México                   | Guerrero            | 2017      | 2018       |
|      |      | Impulso Humanista                              | Guerrero            | 2017      | 2018       |
|      |      | Partido Encuentro Social de Hidalgo            | Hidalgo             | 2018      | 2021       |
|      |      | Más Por Hidalgo                                | Hidalgo             | 2019      | 2021       |
|      |      | Partido Podemos                                | Hidalgo             | 2019      | 2021       |
|      |      | Somos                                          | Jalisco             | 2020      | 2021       |
|      |      | Partido Futuro Democrático                     | México              | 2006      | 2017       |
|      |      | Partido Vía Radical                            | México              | 2017      | 2018       |
|      |      | Partido Socialdemócrata de Morelos             | Morelos             | 2009      | 2021       |
|      |      | Partido Humanista Moroloense                   | Morelos             | 2017      | 2021       |
|      |      | Renovación Política Morelense                  | Morelos             | 2021      | 2022       |
|      |      | Armonía por Morelos                            | Morelos             | 2021      | 2022       |
|      |      | Podemos                                        | Morelos             | 2021      | 2022       |
|      |      | Futuro                                         | Morelos             | 2021      | 2022       |
|      |      | Fuerza Morelos                                 | Morelos             | 2021      | 2022       |
|      |      | Bienestar Ciudadano                            | Morelos             | 2021      | 2022       |
|      |      | Partido Apoyo Social                           | Morelos             | 2021      | 2022       |
|      |      | Partido de la Revolución Socialista de Nayarit | Nayarit             | 1993      | 2021       |
|      |      | Partido Visión y Valores en Acción             | Nayarit             | 2019      | 2022       |
|      |      | Partido Cruzada Ciudadana                      | Nuevo León          | 2008      | 2015       |
|      |      | Partido Demócrata                              | Nuevo León          | 2008      | 2015       |
|      |      | Nueva Alianza Nuevo León                       | Nuevo León          | 2018      | 2021       |
|      |      | Compromiso por Puebla                          | Puebla              | 2012      | 2021       |
|      |      | Querétaro Independiente                        | Querétaro           | 2017      | 2021       |
|      |      | Partido Encuentro Social de Quintana Roo       | Quintana Roo        | 2018      | 2021       |
|      |      | Fuerza por México Quintana Roo                 | Quintana Roo        | 2018      | 2022       |
|      |      | Confianza por Quintana Roo                     | Quintana Roo        | 2018      | 2022       |
|      |      | Partido Barsonista Sinaloense                  | Sinaloa             | 2000      | 2004       |
|      |      | Partido Independiente de Sinaloa               | Sinaloa             | 2017      | 2018       |
|      |      | Partido Socialista de Tlaxcala                 | Tlaxcala            | 2007      | 2021       |
|      |      | Partido Encuentro Social de Tlaxcala           | Tlaxcala            | 2018      | 2021       |
|      |      | Partido Impacto Social Si                      | Tlaxcala            | 2020      | 2021       |
|      |      | Partido Revolucionario Veracruzano             | Veracruz            | 2004      | 2010       |
|      |      | Alternativa Veracruzana                        | Veracruz            | 2013      | 2016       |
|      |      | Podemos                                        | Veracruz            | 2019      | 2022       |
|      |      | Todos por Veracruz                             | Veracruz            | 2019      | 2022       |
|      |      | Partido Unidad Ciudadana                       | Veracruz            | 2019      | 2022       |
|      |      | Partido Cardenista                             | Veracruz            | 2012      | 2022       |
|      |      | Partido Socialista del Sureste                 | Yucatán             | 1916      | 1924       |
|      |      | Partido Alianza por Yucatán                    | Yucatán             | 2000      | 2010       |
|      |      | Paz para Desarrollar Zacatecas                 | Zacatecas           | 2017      | 2021       |
|      |      | La Familia Primero                             | Zacatecas           | 2020      | 2021       |
|      |      | Movimiento Dignidad Zacatecas                  | Zacatecas           | 2017      | 2021       |
|      |      | Partido del Pueblo                             | Zacatecas           | 2017      | 2021       |